# Di que sí
Di que sí és una pel·lícula espanyola de comèdia esbogerrada del 2004 dirigida pel debutant Juan Calvo sobre la telerealitat i la teleporqueria. Fou rodada a Madrid i a Orpesa, i va suposar el retorn a la comèdia de Paz Vega i el primer paper protagonista per Santi Millán.

## Argument
La vida de Víctor Martínez (Santi Millán), un tímid acomodador de cinema de 36 anys que viu amb la seva mare (Chus Lampreave), canvia radicalment quan coneix a l'aspirant a actriu Estrella Cuevas (Paz Vega). Per equivocació, tots dos coincideixen en un concurs de televisió, es coneixen i acaben enamorant-se.

## Repartiment
- Paz Vega, com Estrella Cuevas.
- Santi Millán, com Víctor Martínez.
- Constantino Romero, com a Amador Rosales.
- Santiago Segura, com Oscar Vázquez.
- Chus Lampreave, com a mare de Víctor.
- Pepe Viyuela, com Salvador Asension i vigilant jurat.
- Ornella Muti, com Francesca, la directora.
- Fernando Caballero, com a policia nacional.
- Sagrario Calero, com a taquillera.
- Ana Chávarri, com Vicky.
- Guacimara Correa, com Pili.
- Luis Cuenca, com Arturo.
- Lucas Fuica, com a sacerdot.
- Carlos Gascón, com Alex.
- Daniel Grao, com hostesso del programa.
- Begoña Guillén, com a policia nacional.
- José Miguel Litago, com a vigilant quinqui.
- Albert López-Murtra, com a policia nacional.
- Anna Mateeva, com a "Rossa".
- Rocío Mejías, com Rosa.
- Isidro Montalvo, com a regidor.
- Santiago Nogués, com Juanjo.
- Esperanza Pedreño, com a vigilant.
- María Ripalda, com a amiga de la mare de Víctor.
- Marta Suárez, com Yolanda.
- Rosa Sáez, com a operadora de càmera.
- Manuel Tallafé, com encaputxat.
- José Luis Torrijo, com a realitzador.
- Chema Trujillo, com Chema.
- Javier Ultra, com a vigilant ximple.

## Crítiques
Tot i que la pel·lícula va funcionar bé a taquilla (va recaptar 1.164.000 euros el primer cap de setmana) no va tenir gaire bones crítiques. Va tenir sis nominacions als Premis Godoy 2004: pel·lícula, actriu, actriu de repartiment (Ornella Muti), actor de repartiment (Santiago Segura), guió i banda sonora, encara que no en va rebre cap (fou superada per FBI: Frikis Buscan Incordiar. En canvi, sí va rebre el premi al pitjor director als Premis YoGa 2005.
| «                             | "Excés de revolucions (...) Fallida comèdia d'embolic pretesament clàssica." | » |
| — Javier Ocaña: Diari El País |                                                                              |   |

| «                           | "Aparentment simpàtica vinyeta vodevilesca que la seva fluixesa creativa i baixa autoestima aconsegueix nivells alarmants." | » |
| — Javier Cortijo: Diari ABC | |   |